# Nurzaniec iberyjski
Nurzaniec iberyjski (Pelodytes ibericus) – gatunek iberyjskiego płaza bezogonowego z rodziny nurzańcowatych (Pelodytidae).

## Taksonomia i morfologia
Gatunek wcześniej uznawano za tożsamy z nurzańcem błotnym, od którego odróżnia go mniej zaostrzony pysk, krótsze kończyny.
Osiąga długość 3,95 cm w przypadków samców, 4,15 cm w przypadku samic. Na jego spłaszczonej grzbietowo głowie widać wydatne oczy o pionowo ustawionych źrenicach oraz bębenek (tympanum). Grzbiet pokrywa zielonkawo oliwkowa, nakrapiana ciemnozielono skóra gładka lub chropowata, obfitująca w brodawki o kształcie okrągłym lub owalnym. U niektórych osobników obserwuje się też jaśniejszy deseń w kształcie litery X. W odróżnieniu od wierzchu ciała jego spodnia strona zachowuje barwę białą lub kremową. Palce kończyn tylnych nie są prawie wcale spięte błoną pławną.

## Występowanie
Zwierzę zamieszkuje południowy Półwysep Iberyjski. Spotyka się je w południowej i południowo-zachodniej Hiszpanii oraz południowo-wschodniej Portugalii.
Zasiedla tereny położone nie wyżej niż 1450 metrów nad poziomem morza. Jak większość płazów, preferuje środowiska o dużej wilgotności. Zamieszkuje tereny otwarte, jak i lasy, zarówno bagna, jak i zarośla, a nawet tereny rolnicze, choć lubi tereny odizolowane. Spotyka się go w dwóch hiszpańskich parkach narodowych: Doñana i Sierra Nevada.

## Tryb życia
W związku z klimatem na południu swego zasięgu występowania zachowuje aktywność cały rok, a jej szczyt przypada na miesiące chłodniejsze, od listopada do stycznia.

## Rozmnażanie
Jego wymagania odnośnie do rozmnażania nie są bardzo wygórowane. Ma ono miejsce zwykle po deszczu w płytkich (zwykle sięgających mniej niż półtora metra) zbiornikach wody stojącej, nie tylko w stawach, ale też w strumieniach i na mokradłach, także słonych, a nawet na lagunach.
W okresie rozrodczym, który ma miejsce od października do kwietnia, osobnik męski wykształca specjalne brązowe lub czarne opuszki. Jego wybranka składa mierzące 1–1,5 mm jaja w gronach po 105–325, otoczone grubym 2–3-milimetrowym sznurem z żelatynopodobnej substancji.
Po 6–9 dniach wylęgają się z nich liczące 4 mm larwy, czyli kijanki, które po około dwóch i pół miesiącu osiągają 1–2 cm.

## Status i zagrożenia
Lokalnie pospolity w Hiszpanii, w Portugalii stanowi rzadkość. IUCN określa trend liczebności jego populacji jako spadkowy. Niestety środowiska, w których się rozmnaża, są niszczone.
Obejmuje go aneks III konwencji berneńskiej, a także Regional Catalogue of Andalucía.
Zarówno kijankom, jak i dorosłym osobnikom zagrażają introdukowane mięsożerne ryby oraz skorupiak z gatunku Procambarus clarkii.